# Котельниково (Ленинградская область)
Коте́льниково (фин. Saalisi, Salusi) — деревня в Гатчинском муниципальном округе Ленинградской области.

## Название
Деревня названа в честь изобретателя первого в мире ранцевого парашюта Г. Е. Котельникова.

## История
Впервые упоминается в Писцовой книге Водской пятины 1500 года как деревня Залужье в Дягилинском погосте Копорского уезда.
Затем как пустошь Salusia Ödhe в Дягилинском погосте в шведских «Писцовых книгах Ижорской земли» 1618—1623 годов.
На карте Ингерманландии А. И. Бергенгейма, составленной по материалам 1676 года, обозначена как деревня Salesna.
На шведской «Генеральной карте провинции Ингерманландии» 1704 года — как Salessna.
Как деревня Солесна она упоминается на «Географическом чертеже Ижорской земли» Адриана Шонбека 1705 года.
На карте Санкт-Петербургской губернии Я. Ф. Шмидта 1770 года — как деревня Залесья.
На карте Санкт-Петербургской губернии А. М. Вильбрехта 1792 года — как деревня Залужья.
Деревня являлась вотчиной императрицы Марии Фёдоровны, из которой в 1806—1807 годах были выставлены ратники Императорского батальона милиции.
На «Топографической карте окрестностей Санкт-Петербурга» Военно-топографического депо Главного штаба 1817 года обозначена как деревня Залесье или Салюзи из 24 дворов, в деревне находилась мельница.
Деревня Залесье или Салюзи из 24 дворов упоминается и на «Топографической карте окрестностей Санкт-Петербурга» Ф. Ф. Шуберта 1831 года.

СЯЛИЖИ — деревня принадлежит Ведомству гатчинского городового правления, число жителей по ревизии: 75 м. п., 75 ж. п. (1838 год)

На картах Ф. Ф. Шуберта 1844 года и С. С. Куторги 1852 года обозначена как деревня Залесье (Сализи), состоящая из 28 дворов.
В пояснительном тексте к этнографической карте Санкт-Петербургской губернии П. И. Кёппена 1849 года она записана как деревня Saalisi (Сялижи) и указано количество её жителей на 1848 год: савакотов — 64 м. п., 70 ж. п., всего 134 человека.

САЛИЗИ — деревня Гатчинского дворцового правления, по просёлочной дороге, число дворов — 25, число душ — 62 м. п. (1856 год)

Согласно «Топографической карте частей Санкт-Петербургской и Выборгской губерний» в 1860 году деревня называлась Залесье (Сализи) и насчитывала 25 крестьянских дворов.

САЛИЗИ — деревня удельная при колодце, число дворов — 27, число жителей: 69 м. п., 91 ж. п. (1862 год)

В 1879 году деревня Залесье Салюзи насчитывала 27 дворов.

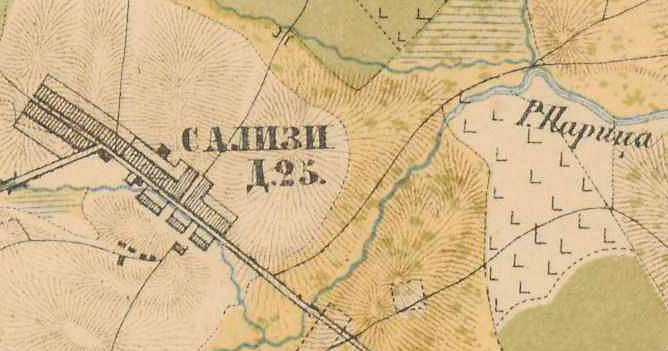
План деревни Котельниково (Сализи). 1885 год

В 1885 году деревня Сализи насчитывала 25 дворов.
В конце XIX — начале XX века деревня административно относилась к Гатчинской волости 2-го стана Царскосельского уезда Санкт-Петербургской губернии. Население деревни было исключительно финским.
В 1907 году в деревне открылась школа. Учителем в ней работал Й. Пуолукайнен.
К 1913 году количество дворов увеличилось до 30.
С 1917 по 1922 год деревня Салюзи входила в состав Салюзского сельсовета Гатчинской волости Детскосельского уезда.
С 1922 года в составе Черновского сельсовета.
С 1923 года в составе Салюзского сельсовета Гатчинского уезда.
С 1924 года вновь в составе Черновского сельсовета
Согласно данным переписи населения СССР 1926 года в деревне Сализи  Черновского сельсовета Троцкой волости Троцкого уезда проживали 305 человек, большинство финны, а также русские и поляки.
С 1927 года в составе Гатчинского района.
С 1928 года в составе Войсковицкого сельсовета. В 1928 году население деревни Салюзи также составляло 305 человек.
С 1930 года в составе Колпанского сельсовета.

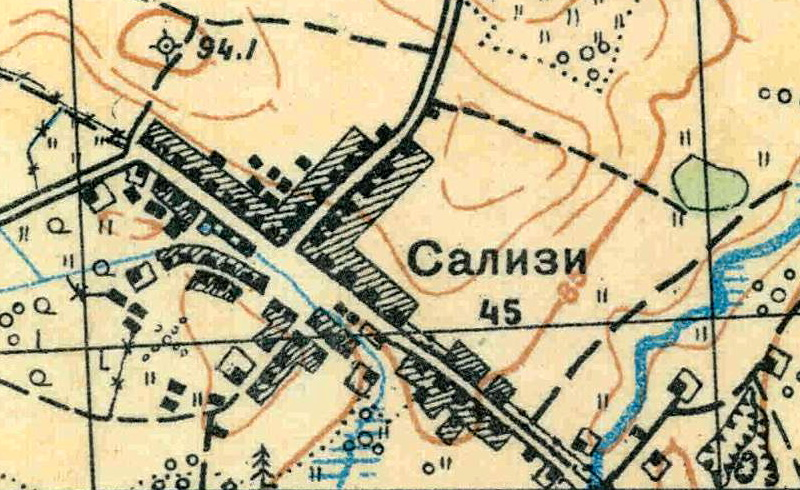
План деревни Котельниково (Сализи). 1931 год

Согласно топографической карте 1931 года деревня называлась Сализи и насчитывала 45 дворов.
По данным 1933 года деревня называлась Сализи и входила в состав Колпанского финского национального сельсовета Красногвардейского района.
Деревня была освобождена от немецко-фашистских оккупантов 24 января 1944 года.
С 1 августа 1949 года деревня называется Котельниково.
В 1958 году население деревни Котельниково составляло 107 человек.
С 1959 года в составе Пудостьского сельсовета.
По данным 1966, 1973 и 1990 годов деревня Котельниково также входила в состав Пудостьского сельсовета Гатчинского района.
В 1997 году в деревне проживали 32 человека, в 2002 году — 46 человек (русские — 76%), в 2007 году — 42, в 2010 году — 53.

## География
Деревня расположена в северной части района к северу от автодороги 41А-102 (Войсковицы — Мариенбург).
Расстояние до административного центра поселения, посёлка Пудость — 7,5 км.
Расстояние до ближайшей железнодорожной платформы Мариенбург — 5 км.
Деревня находится на левом берегу реки Парица.

## Демография
| 1862 | 2007 | 2010 | 2017 |
| ---- | ---- | ---- | ---- |
| 160  | ↘42  | ↗53  | ↘48  |

### Национальный состав
Согласно данным Всероссийской переписи населения 2021 года в деревне проживали 114 человек, из них:
 русские — 10 человек, остальные национальность не указали.

## Г. Е. Котельников
Перед Первой мировой войной здесь возвели эллинг для строившегося военного дирижабля «Гигант». Осенью 1920 года в деревне Сализи Воздухоплавательный отряд приступил к сборке дирижабля «Астра», купленного царским правительством у Франции и хранившегося на складе Воздухоплавательной школы с 1915 года. Дирижабль «Астра» переименовали в «Красную звезду».
5 мая 1926 года эллинг принимал норвежский дирижабль «Норвегия», на котором отсюда  на Северный полюс отправилась полярная экспедиция Руаля Амундсена и Умберто Нобиле.
6 (19) июня 1912 года в Салюзи прошли испытания первого в мире ранцевого парашюта. Он был сконструирован Г. Е. Котельниковым. Название парашюта «РК-1» переводится как «Русский. Котельников. Первая модель». Для испытаний была сделана кукла весом 76 килограммов, которую привязали к гондоле аэростата и сбросили с высоты 200 метров. А через шесть дней манекен сбросили со змейкового аэростата с высоты 100 метров. Всё прошло удачно.
В честь этого события в сентябре 1949 года деревню Салюзи переименовали; с тех пор она носит имя Котельниково.

## Улицы
Дачный переулок, Зелёный переулок, Кольцевая, Котельниково, Лесная, Салезская.